# Mieczysław Pszon
Mieczysław Pszon (ur. 23 grudnia 1915, zm. 5 października 1995) – polski dziennikarz i polityk. 
Absolwent filologii polskiej na Uniwersytecie Jagiellońskim. 
W okresie międzywojennym działał w Młodzieży Wszechpolskiej i Stronnictwie Narodowym.  
W czasie wojny walczył jako żołnierz Armii Krajowej. W 1945 został delegatem rządu polskiego w Londynie na województwo krakowskie, za co władze komunistyczne skazały go na karę śmierci za szpiegostwo. Wyroku nie wykonano, ale spędził w więzieniu osiem lat. 
Był zaangażowany w dialog polsko-niemiecki, w rządzie Tadeusza Mazowieckiego pełnił funkcję pełnomocnika do kontaktów z kanclerzem Helmutem Kohlem. Przygotował wizytę Kohla w Polsce w 1989.
W 1960 rozpoczął pracę w „Tygodniku Powszechnym” jako redaktor. Na kilka lat przed śmiercią objął funkcję zastępcy redaktora naczelnego. Jak wyraził się o nim Jerzy Turowicz: W naszej redakcji Mietek pełni funkcje – że tak powiem – inżyniera ruchu. To dzięki niemu stara machina redakcyjna nieco mniej skrzypi.

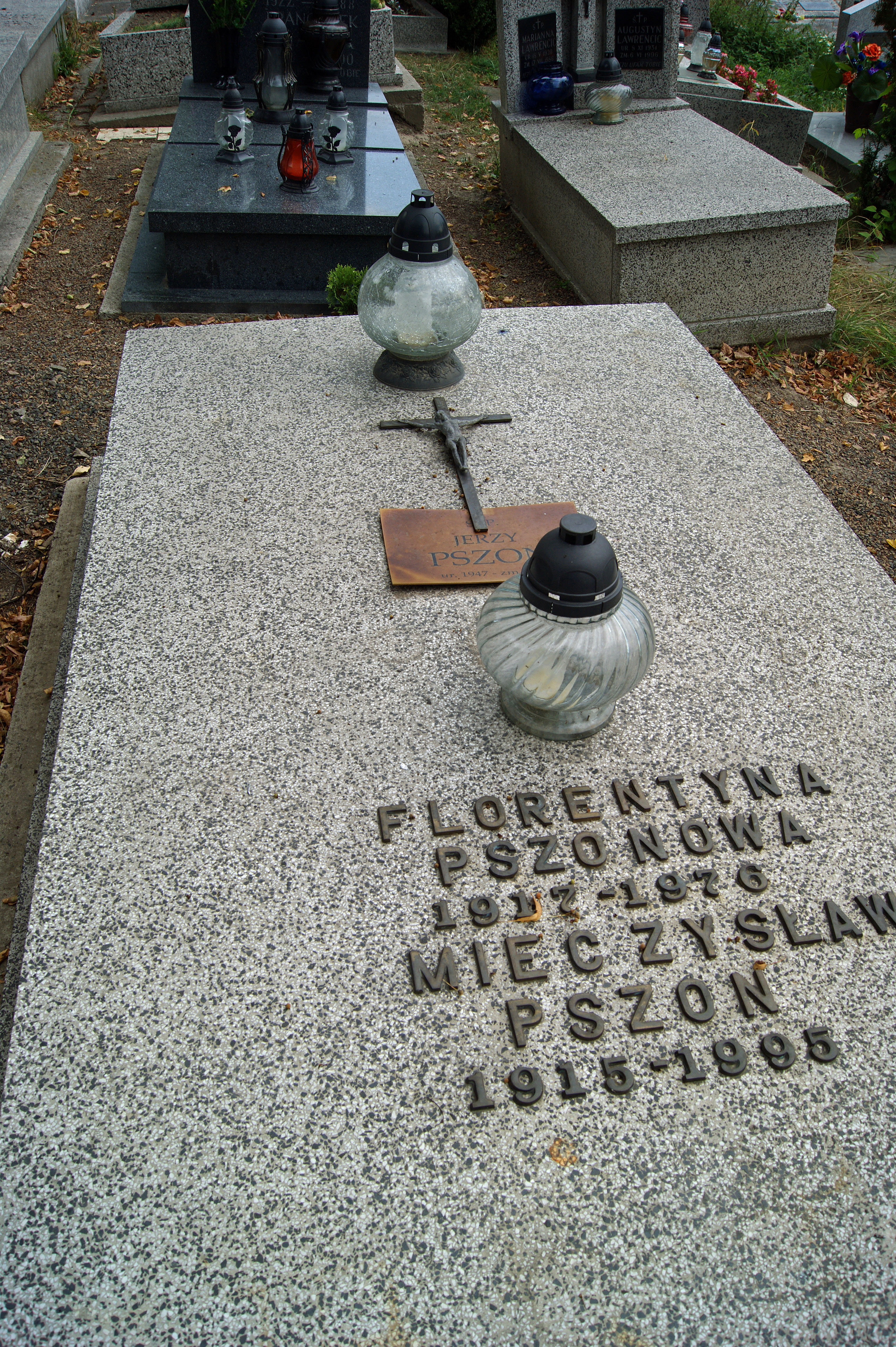
Grób Mieczysława Pszona na cmentarzu parafialnym w Tyńcu

Roman Graczyk w swojej wydanej w 2011 książce Cena przetrwania? SB wobec Tygodnika Powszechnego, w której pisze o inwigilacji środowiska tygodnika i o jego uwikłaniu we współpracę ze Służbą Bezpieczeństwa, przypisał Mieczysławowi Pszonowi współpracę z SB.
Pochowany został na cmentarzu parafialnym w Tyńcu.